# Ziemiełowice
Ziemiełowice (deutsch Simmelwitz) ist eine Ortschaft in Niederschlesien. Der Ort liegt in der Gmina Namysłów im Powiat Namysłowski in der Woiwodschaft Oppeln in Polen.

## Geographie

### Geographische Lage
Das Straßendorf Ziemiełowice liegt sechs Kilometer südöstlich der Gemeinde- und Kreisstadt Namysłów (Namslau) sowie 50 Kilometer nordwestlich der Woiwodschaftshauptstadt Opole (Oppeln). Der Ort liegt in der Nizina Śląska (Schlesische Tiefebene) innerhalb der Równina Oleśnicka (Oelser Ebene).
Ziemiełowice liegt an der Woiwodschaftsstraße Droga wojewódzka 454. Das Dorf liegt an den stillgelegten Schienen der Bahnstrecke Opole–Namysłów.

### Nachbarorte
Nachbarorte von Ziemiełowice sind im Norden Łączany (Lankau), im Süden Jastrzębie (Nassadel) und im Westen Smarchowice Wielkie (Groß Marchwitz).

## Geschichte

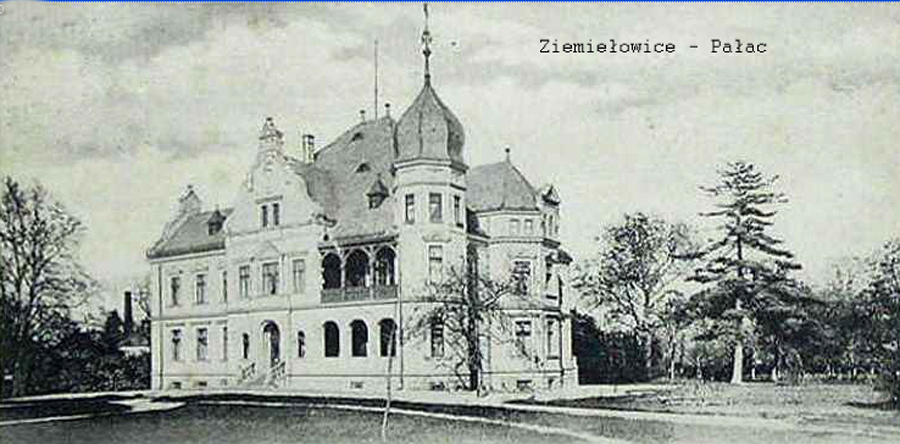
Hist. Ansicht von Schloss Simmelwitz

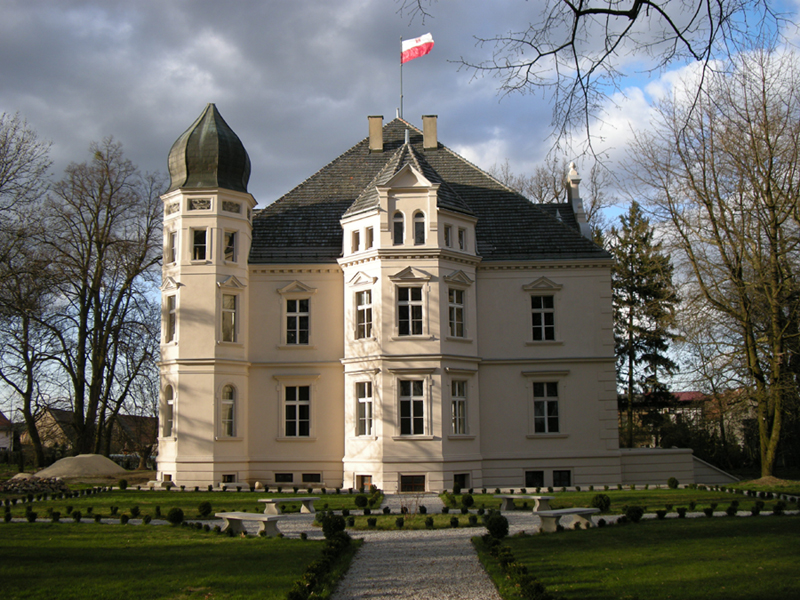
Schloss Simmelwitz

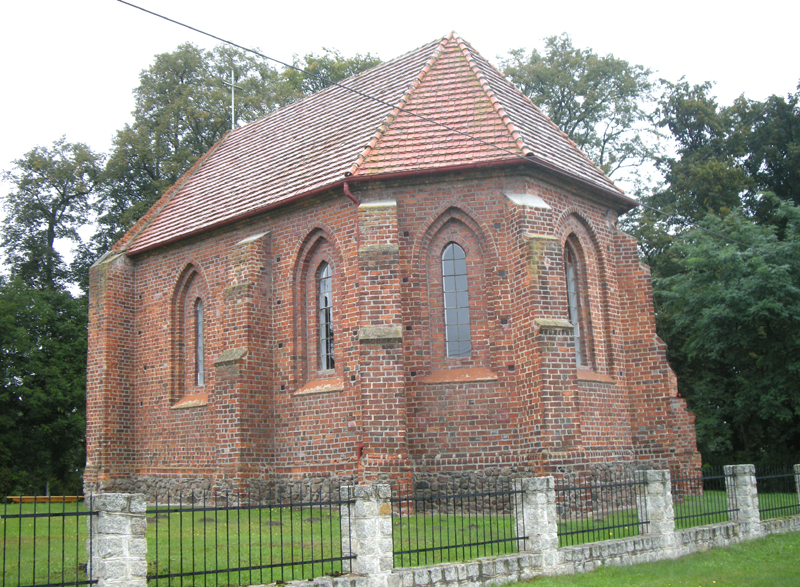
Maria-Magdalena-Kirche

Das Dorf wurde 1309 erstmals als Zemilwicz erwähnt. 1353 erfolgte eine Erweiterung als Symmelwitz.
Nach dem Ersten Schlesischen Krieg 1742 fiel Simmelwitz mit dem größten Teil Schlesiens an Preußen.
Nach der Neuorganisation der Provinz Schlesien gehörte die Landgemeinde Simmelwitz ab 1816 zum Landkreis Namslau im Regierungsbezirk Breslau. 1845 bestanden im Dorf ein Schloss, zwei Vorwerke, eine  katholische Kirche, eine evangelische Schule, eine Ziegelei, eine Windmühle und 48 Häuser. Im gleichen Jahr lebten in Simmelwitz 473 Menschen, davon 123 katholisch. 1874 wurde der Amtsbezirk Nassadel gegründet, welcher die Landgemeinden Nassadel und Simmelwitz und die Gutsbezirke Nassadel und Simmelwitz umfasste.
1933 zählte Simmelwitz 378, 1939 wiederum 386 Einwohner. Bis 1945 gehörte der Ort zum Landkreis Namslau.
1945 kam der bisher deutsche Ort unter polnische Verwaltung, wurde in Ziemiełowice umbenannt und der Woiwodschaft Schlesien angeschlossen. 1950 wurde Ziemiełowice der Woiwodschaft Oppeln zugeteilt. 1999 wurde es Teil des wiedergegründeten Powiat Namysłowski.

## Sehenswürdigkeiten

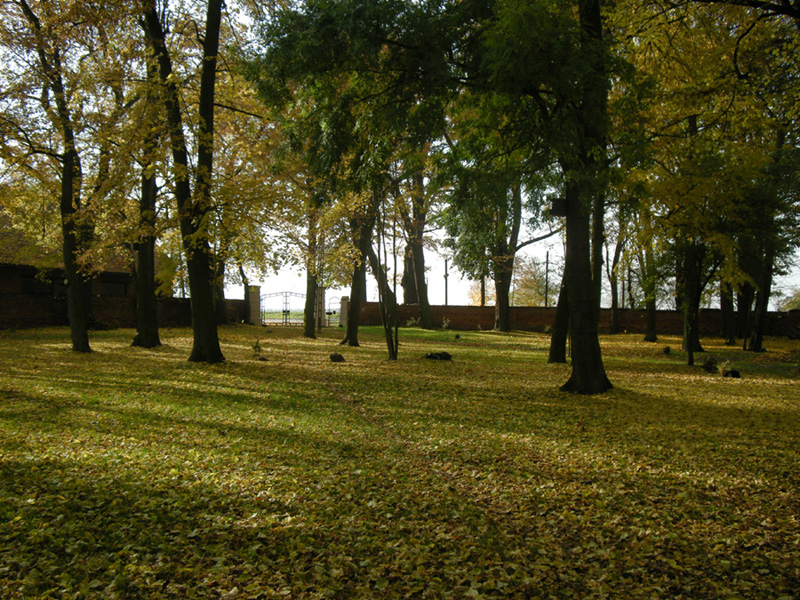
Schlosspark

### Schloss Simmelwitz
Das Schloss Simmelwitz (poln. Pałac Ziemiełowice) entstand 1898 im Stil des Eklektizismus. Zuvor bestand bereits ein Schlossbau, welcher im 18. Jahrhundert errichtet wurde. Der zweigeschossige Bau besitzt Stilelemente der Neobarocks und der Neorenaissance. Ab den 1980er Jahren stand das Gebäude leer und verfiel zusehends. 2006 wurde der Schlossbau von der Familie Praski aus Oppeln erworben und daraufhin saniert. Der Schlossbau steht seit 1981 unter Denkmalschutz.

### Maria-Magdalena-Kirche
Das Maria-Magdalena-Kirche (poln. Kościół św. Marii Magdaleny) ist der Rest einer ehemaligen Kirche, welche Mitte des 14. Jahrhunderts im gotischen Stil entstand. Nach einem Brand 1762 verfiel der Kirchenbau. Lediglich die Außenmauern des Presbyterium blieben erhalten. Die erhaltenen Reste wurden zwischen 1958 und 1960 wieder aufgebaut und zur Kirche geweiht. Die Kirche steht seit 1960 unter Denkmalschutz.

### Weitere Sehenswürdigkeiten
- Umgeben ist das Schloss von einem Park, welcher im 19. Jahrhundert angelegt wurde.
- Alter Friedhof mit erhaltenen deutschen Grabmälern
- Schmiede aus dem Jahr 1726 – heute im Museum des Oppelner Dorfes
- Hölzernes Wegekreuz

## Vereine
- Freiwillige Feuerwehr OPS Ziemiełowice

## Persönlichkeiten
- Carl Moritz Wenzel von Dobschütz (1726–1807), preußischer Generalmajor, Herr auf Gut Simmelwitz